# Verano del '98
Verano del '98 est une telenovela argentine en 679 épisodes de 50 minutes créée par Cris Morena et diffusée entre le 26 janvier 1998 et le 24 novembre 2000 sur Telefe.
Cette série est inédite dans tous les pays francophones.

## Distribution
- Nancy Dupláa (es) : Dolores Vidal
- Fernán Mirás (es) : Franco Baldazari
- Agustina Cherri (es) : Violeta
- Juan Ponce De León : Juan
- Marcela Kloosterboer : Josefina « Jose » Vidal
- Nahuel Mutti : Tomás
- Dolores Fonzi : Clara
- Alejo Ortiz (es) : Mauro Villanueva
- Sabrina Carballo (es) : Renata
- Agustina Lecouna (es) : Teresita Villanueva
- Tomas Fonzi : Benjamín
- Damián Canduci : Pedro
- Mario Pasik (es) : Germán Villanueva
- Guido Kaczka : Octavio
- Celeste Cid : Yoko
- Susana Ortiz (es) : Elvira
- Julieta Cardinali : Celina
- Patricia Viggiano (es) : Sofía
- Ezequiel Castaño (es) : Lucio
- Mariano Torre : Ricky
- Nicolás Mateo (es) : Nico
- Romina Ricci (es) : Connie / Marilin
- Florencia Bertotti : Lola
- Jazmín Stuart (es) : Paula / Amanda
- Sandra Ballesteros (es) : Sabrina
- Isabel Macedo : Felicitas
- Lucas Crespi : Lucas
- Tincho Zabala (es) : Emilio
- Diego Mesaglio (es) : Ali
- Leonora Balcarce (es) : Elena
- Esmeralda Mitre
- Florencia Peña : Lupe
- Carla Peterson : Perla
- Walter Quiroz (es) : Pablo
- Joaquín Furriel : Joaquín
- Chany Mallo (es) : Victoria
- Adrián Gallatti : Javier
- Malena Figó : Luz
- Jorge Sassi (es) : Bonfiglio
- Claudia Lapacó (es) : Adelina
- Facundo Espinosa (es) : Luciano
- Claudia Albertario : Claudia
- Marcelo Cosentino : Hugo
- Nicolás Mele : Maxi
- Alicia Bruzzo : Gringa
- Lucas Ferraro : Jano
- Esteban Meloni : Homero
- Eugenia Lencina : Mayra
- Francisco Bass : Pocio
- Patricio Cherri : Pato
- Mariana Prommel : Norita
- Rafael Ferro : Rafael
- Magela Zanotta
- Rita Cortese
- Graciela Tenembaum : Marylin
- Diego Ramos : Bruno
- Fernando Tobías : Bruno
- Nicolás Vázquez
- Romina Gaetani

## Diffusion internationale
| Pays      | Chaîne         | Titre          | Série prémière  |
| --------- | -------------- | -------------- | --------------- |
| Argentine | Telefe         | Verano del '98 | 26 janvier 1998 |
| Chili     | UCV TV         | Verano del '98 |                 |
| Uruguay   | Monte Carlo TV | Verano del '98 |                 |
| Colombie  | RCN Televisión | Verano del '98 |                 |
| Brésil    |                | Verão de 98    |                 |

## Versions
- Verano de amor produit par Televisa en 2009.

### Sources
- (es) Cet article est partiellement ou en totalité issu de l’article de Wikipédia en espagnol intitulé « Verano del 98 » (voir la liste des auteurs).